# 福岡県道417号猪国豊前桝田停車場線
福岡県道417号猪国豊前桝田停車場線（ふくおかけんどう417ごう いのくにぶぜんますだていしゃじょうせん）は、福岡県田川市から田川郡添田町に至る一般県道である。

## 概要
田川市大字猪国から田川郡添田町大字桝田に至る。
線形不良箇所を回避するバイパスが2019年（令和元年）9月6日に開通した。

### 路線データ
- 起点：福岡県田川市大字猪国（猪国交差点、国道322号交点、福岡県道414号鶴三緒田川線終点）
- 終点：福岡県田川郡添田町大字桝田（福岡県道52号八女香春線交点）

## 歴史
- 2019年（令和元年）9月6日 - 田川市大字猪国から田川郡川崎町大字安眞木のバイパス（延長1,760 m）が開通[2]。

## 路線状況

### 重複区間
- 福岡県道67号田川桑野線（田川郡川崎町大字安眞木 - 田川郡川崎町大字安眞木・下真崎公民館前交差点）
- 福岡県道78号添田小石原線（田川郡添田町大字中元寺・中元寺交差点 - 田川郡添田町大字中元寺）

## 地理

### 通過する自治体
- 田川市
- 田川郡川崎町
- 田川郡添田町

### 交差する道路
| 交差する道路                             | 市町村名 | 市町村名 | 交差する場所 | 交差する場所                                                                          |
| ---------------------------------------- | -------- | -------- | ------------ | ------------------------------------------------------------------------------------- |
| 国道322号 福岡県道414号鶴三緒田川線      | 田川市   | 田川市   | 大字猪国     | 猪国交差点 / 起点                                                                     |
| 福岡県道417号猪国豊前桝田停車場線 / 旧道 | 田川郡   | 川崎町   | 大字安眞木   | 旧道終点                                                                              |
| 福岡県道67号田川桑野線 重複区間起点      | 田川郡   | 川崎町   | 大字安眞木   |                                                                                       |
| 福岡県道67号田川桑野線 重複区間終点      | 田川郡   | 川崎町   | 大字安眞木   | 下真崎公民館前交差点                                                                  |
| 福岡県道452号中元寺庄線                  | 田川郡   | 添田町   | 大字中元寺   |                                                                                       |
| 福岡県道78号添田小石原線 重複区間起点    | 田川郡   | 添田町   | 大字中元寺   | 中元寺交差点                                                                          |
| 福岡県道78号添田小石原線 重複区間終点    | 田川郡   | 添田町   | 大字中元寺   |                                                                                       |
| 福岡県道52号八女香春線                   | 田川郡   | 添田町   | 大字桝田     | 終点                                                                                  |
| 旧道                                     |          |          |              |                                                                                       |
| 国道322号                                | 田川市   | 田川市   | 大字猪国     | 旧道起点【北緯33度35分0.0秒 東経130度47分19.8秒 / 北緯33.583333度 東経130.788833度】  |
| 福岡県道417号猪国豊前桝田停車場線 / 現道 | 田川郡   | 川崎町   | 大字安眞木   | 旧道終点【北緯33度34分28.9秒 東経130度47分49.2秒 / 北緯33.574694度 東経130.797000度】 |

### 沿線
- 川崎町立真崎小学校
- JR九州日田彦山線BRT 豊前桝田駅（終点付近）